# 田村町谷田川
田村町谷田川（たむらまち やたがわ）は、福島県郡山市の大字である。郵便番号は963-1246。

## 地理
郡山市南東部の田村地区に属する。西で田村町岩作、北で田村町細田、田村町下道渡、北東で田村町上道渡、西で田村町栃山神、田村町栃本、南で須賀川市塩田とそれぞれ隣接する。概ね町村制施行以前の田村郡谷田川村の流れを汲む地域である。一級水系阿武隈川水系矢田川中流域を主な範囲とする。谷田川沿いの平地に田畑が広がり、周辺の山裾や東西に横断する国道49号等の幹線道路沿いを中心に集落が位置する。南東部は須賀川市とまたがる宇津峰山より続く山林が占める。田村町田母神に所在する郡山警察署二瀬駐在所及び田村町岩作に所在する郡山消防署田村分署がそれぞれ管轄にあたる。

### 主な字
字
- 矢平
- 稲荷前
- 田名保
- 石塚
- 小石塚
- 鍋石

- 町畑
- 荒小路
- 蟹沢
- 鍛治屋
- 新田
- 池ノ入

- 寺内
- 宮ノ下
- 北田
- 北表
- 表前
- 樋ノ口

- 杉ノ入
- 上ノ坪
- 柿人
- 箱屋
- 北曲渕
- 西曲渕

- 東曲渕
- 鈴ケ内

### 山岳
- 宇津峰山

### 河川・湖沼
一級水系阿武隈川水系
- 谷田川

## 歴史
- 1879年1月27日 - 幕府領谷田川村が福島県内における郡区町村制の施行により田村郡の村となる。
- 1889年4月1日 - 町村制の施行により谷田川村が糠塚村・田母神村・川曲村・栃山神村・栃本村・下道渡村・上道渡村と合併し田村郡二瀬村が発足する。旧谷田川村域は二瀬村の大字となる。
- 1893年2月3日 - 二瀬村の一部が分立し新たな谷田川村が発足し、谷田川村の大字となる。
- 1955年1月1日 - 谷田川村が高瀬村の一部と守山町と合併したことで田村町が発足し、田村町の大字となる。
- 1965年5月1日 - 田村町が郡山市、安積郡富久山町、日和田町、熱海町、安積町、喜久田村、逢瀬村、片平村、三穂田村、湖南村と合併し新たな郡山市が設立され、郡山市の大字となる。

## 世帯数と人口
2024年1月1日現在の世帯数と人口は以下の通りである。
| 大字         | 世帯数  | 人口  |
| ------------ | ------- | ----- |
| 田村町谷田川 | 298世帯 | 725人 |

## 小・中学校の学区
市立小・中学校に通う場合、学区は以下の通りとなる。
| 番地 | 小学校               | 中学校             |
| ---- | -------------------- | ------------------ |
| 全域 | 郡山市立谷田川小学校 | 郡山市立守山中学校 |

## 交通

### 鉄道
- JR水郡線
  - 谷田川駅

### 道路
- 国道49号
- 福島県道141号玉川田村線
- 福島県道144号谷田川三春線
- 福島県道293号江持谷田川停車場線
- 郡山市道1-65号谷田川高倉線（郡山東部広域農道）

## 施設
- 郡山市立谷田川小学校
- 谷田川郵便局
- ローソン 郡山谷田川店
- セブンイレブン 郡山谷田川店
- 宇津峰跡
- 宇津峰カントリークラブ（一部コース）
- 長命寺
- 菅布祢神社